# ما همه مسیح هستیم
ما همه مسیح هستیم (انگلیسی: We're All Christs) یک فیلم کمدی-درام لهستانی به کارگردانی مارک کوترسکی است که در سال ۲۰۰۶ منتشر شد.

## گزیدهٔ بازیگران
- مارک کندرات
- آندژی خیرا
- میخاو کوترسکی
- توماش ساپریک
- مارچین دوروچینسکی
- آندژی گرابوفسکی
- ماریان جِـنجِـل
- روبرت کوشوتسکی
- یان فریچ
- روموآلد کوئوس
- آرتور ژمیفسکی
- آندژی ژیلینسکی
- مارتا خودوروفسکا
- اوا ژنتک
- آنا وویتون
- آگنیشکا گروخوفسکا
- بوژنا دیکل
- سزاری ژاک
- پیوتر شیکا
- پیوتر ماخالیتسا
- ماوگوژاتا زایاژکوفسکا
- کاتاژینا فیگورا
- هنریک گوونبیفسکی
- یوآنا شینکیویچ
- آندژی ماستالِـش
- ووکاش سیملات
- ماوگوژاتا بوگداینسکا
- پاوئو کرولیکوفسکی